# Innovation Tower
Der Innovation Tower (chinesisch 創新樓 / 创新楼, Pinyin Chuàngxīn Lóu, Jyutping Cong3san1 Lau4), offiziell Jockey Club Innovation Tower (賽馬會創新樓 / 赛马会创新楼) genannt, ist ein Fakultätsgebäude der School of Design der Polytechnischen Universität Hongkong. Der Hochhauskomplex wurde von Zaha Hadid entworfen und stellt ihr erstes dauerhaftes Gebäude in Hongkong dar. Ursprünglich sollte das Gebäude Ende 2011 fertiggestellt werden, tatsächlich wurde der Bau aber erst im August 2013 abgeschlossen.

## Architektur
Im Jahr 2007 gewann Zaha Hadid den Wettbewerb um die Gestaltung des Gebäudes. Im Ausschreibungstext wurde ein:

“beacon structure symbolising and driving the development of Hong Kong as a design hub in Asia.”

„Leuchtfeuer, das die Entwicklung Hongkongs zu einem Zentrum für Design in Asien symbolisiert und vorantreibt.“

gesucht. Hadid und ihr Team ließen sich bei dem Entwurf vom Gedanken der doppelten Flexibilität zwischen den Abteilungen im Gebäude leiten. Dabei wollten sie die klassische Typografie von Hochhaus und Podium auflösen und eine übergangslose flüssige Struktur schaffen.

School of Design – Innovation Tower
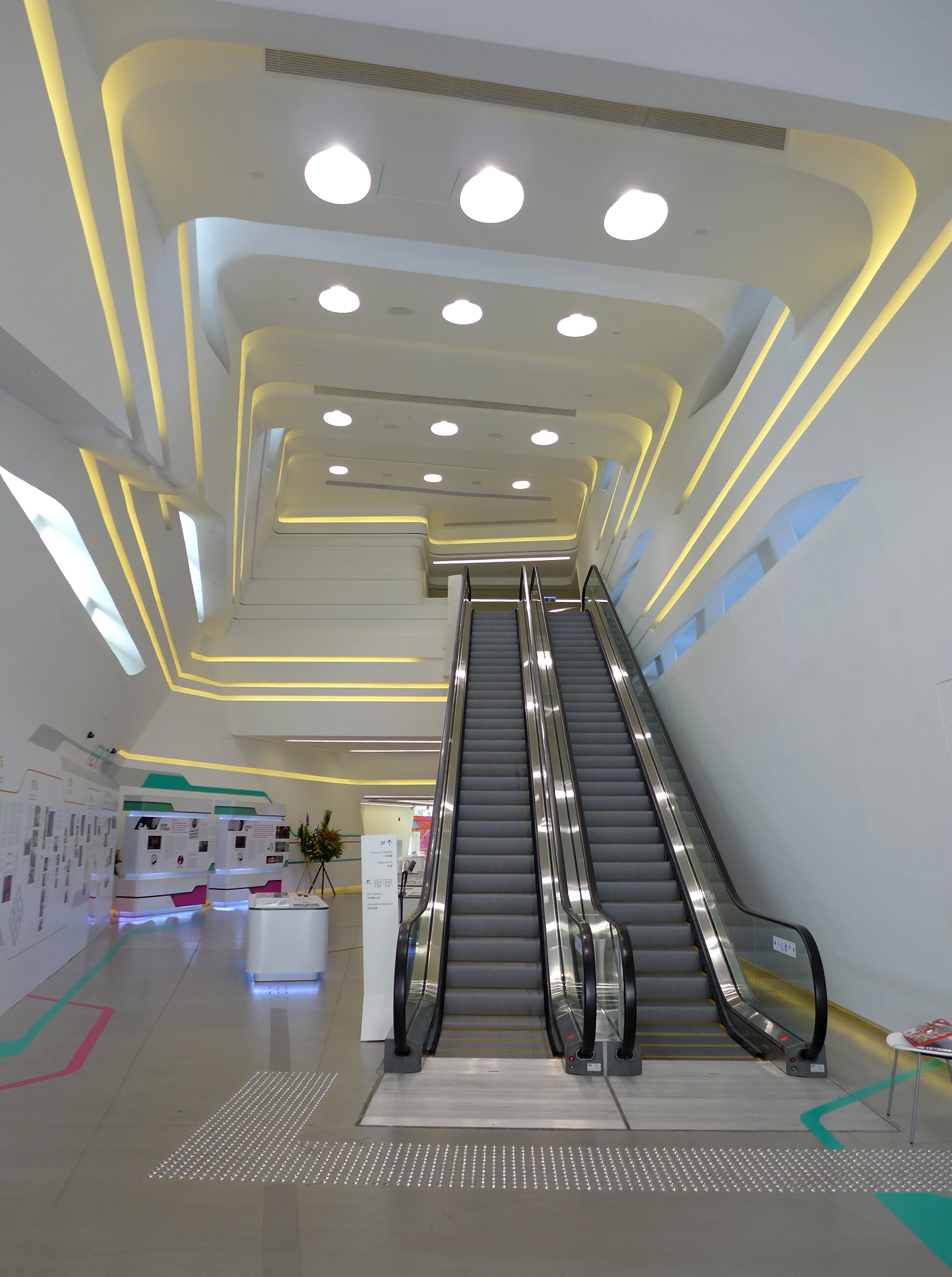
01 – Foyer, 2014
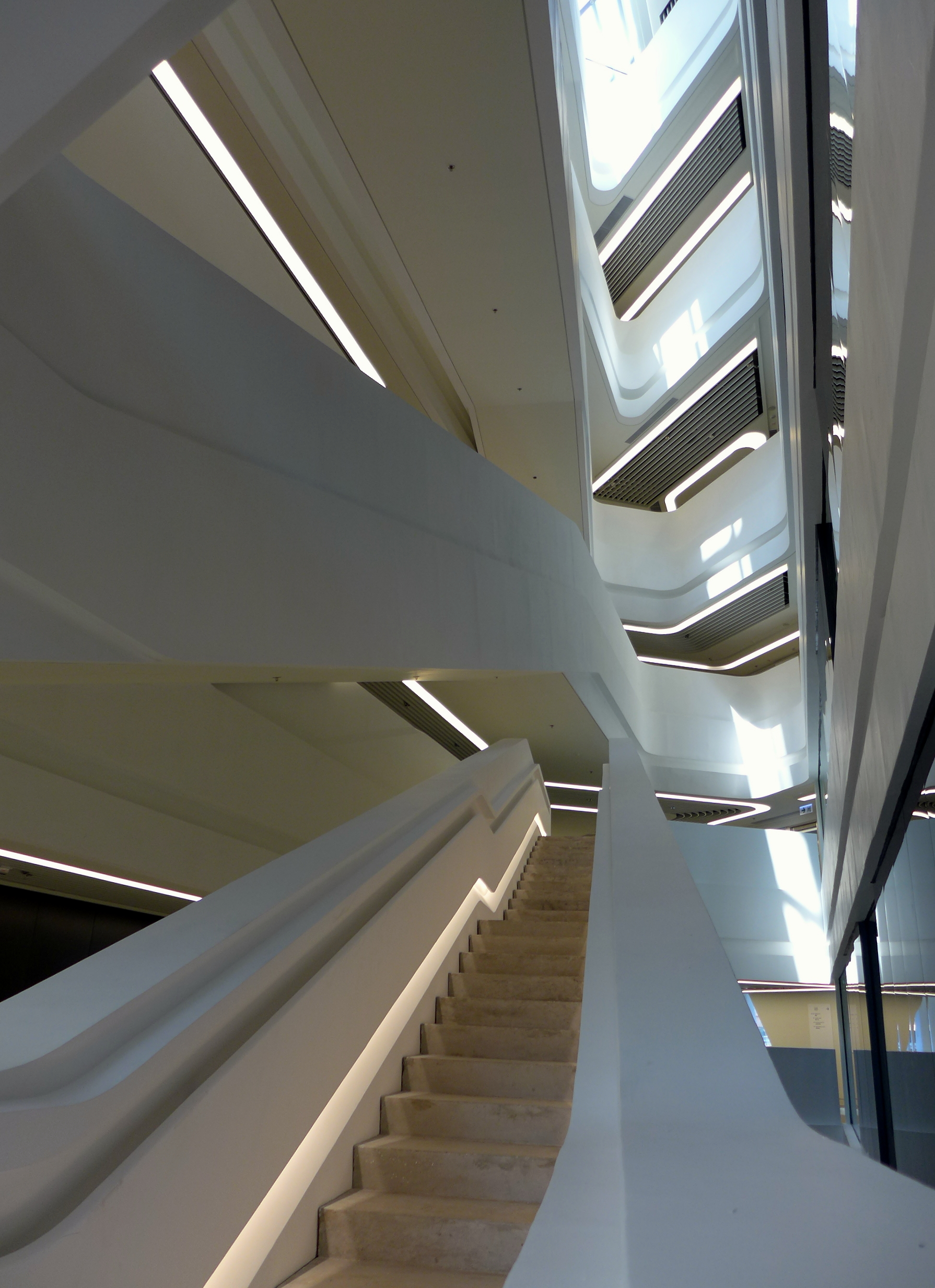
02 – Innentreppe, 2014
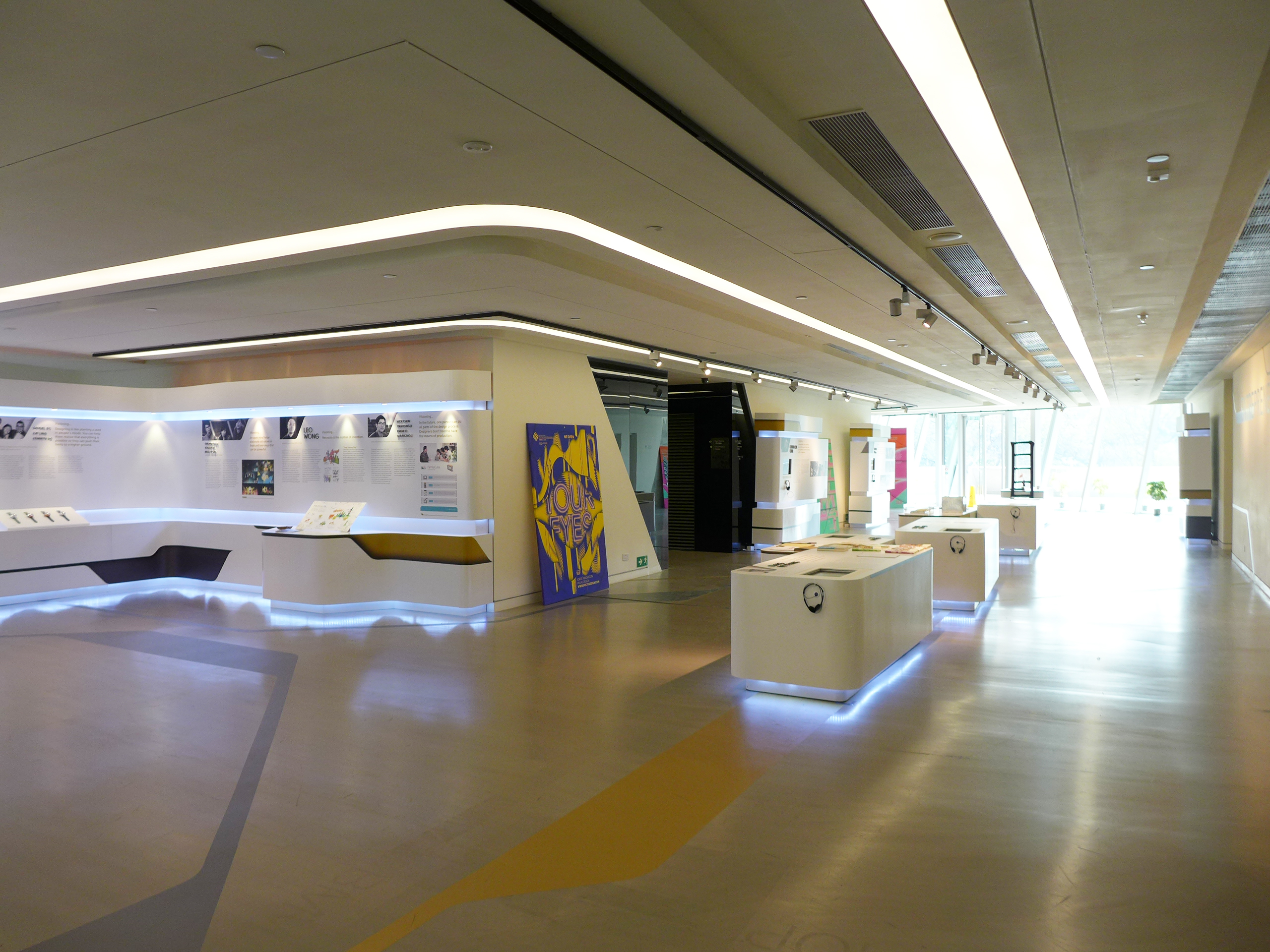
03 – Galerie – Ausstellungsfläche, 2014
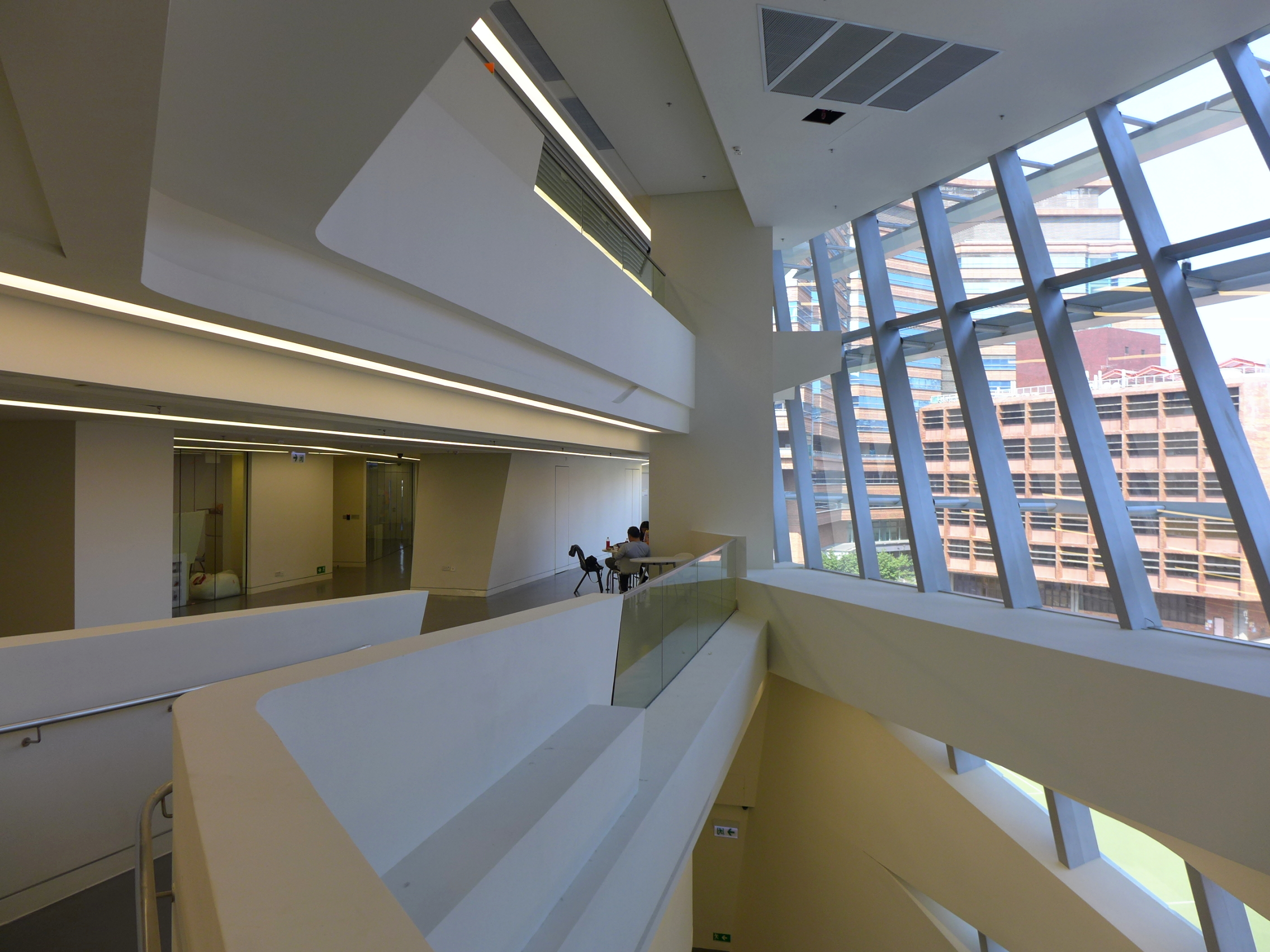
04 – Atrium – Licht und Raum, 2014
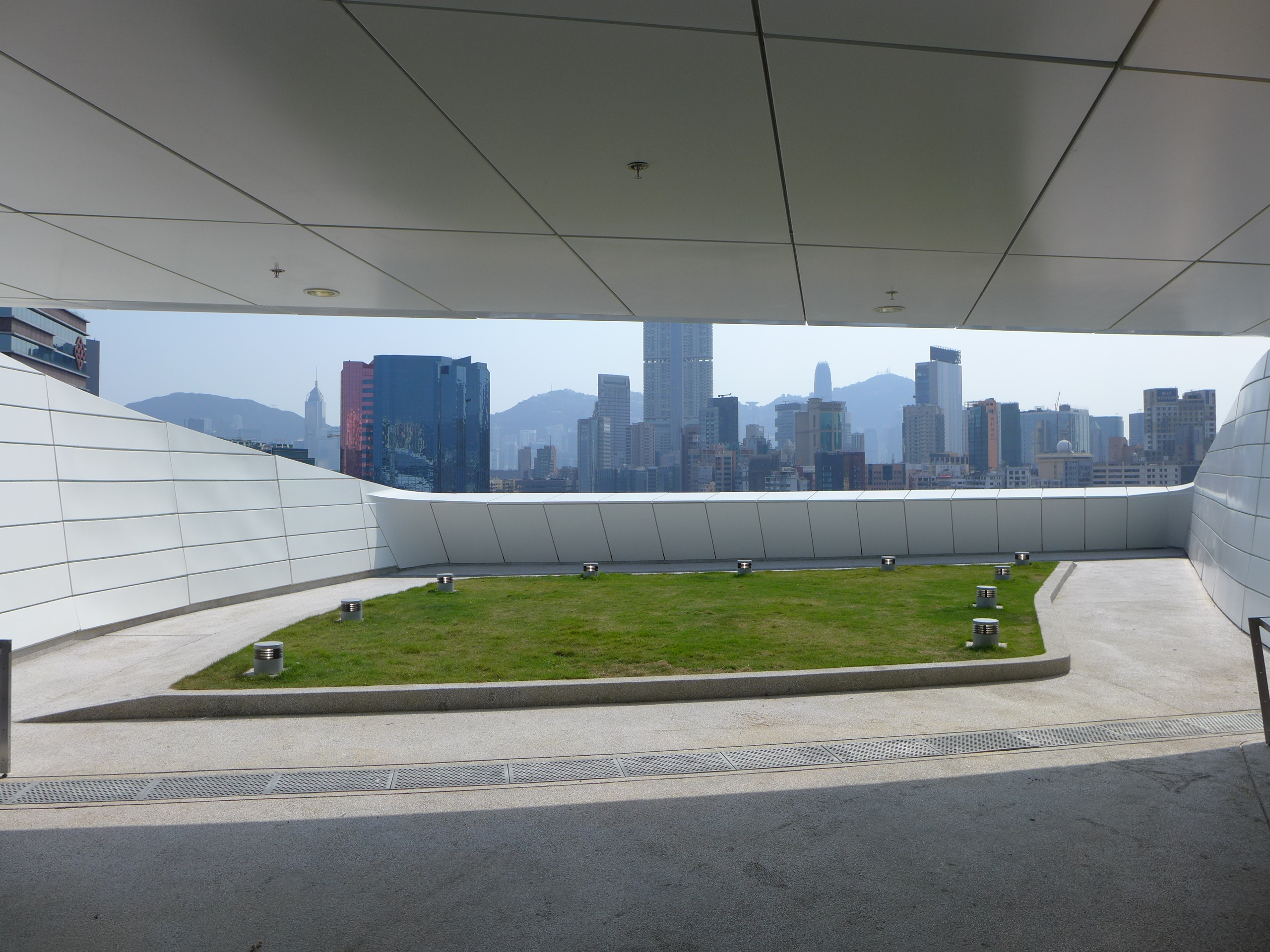
05 – Außenfläche Eingang, 2014

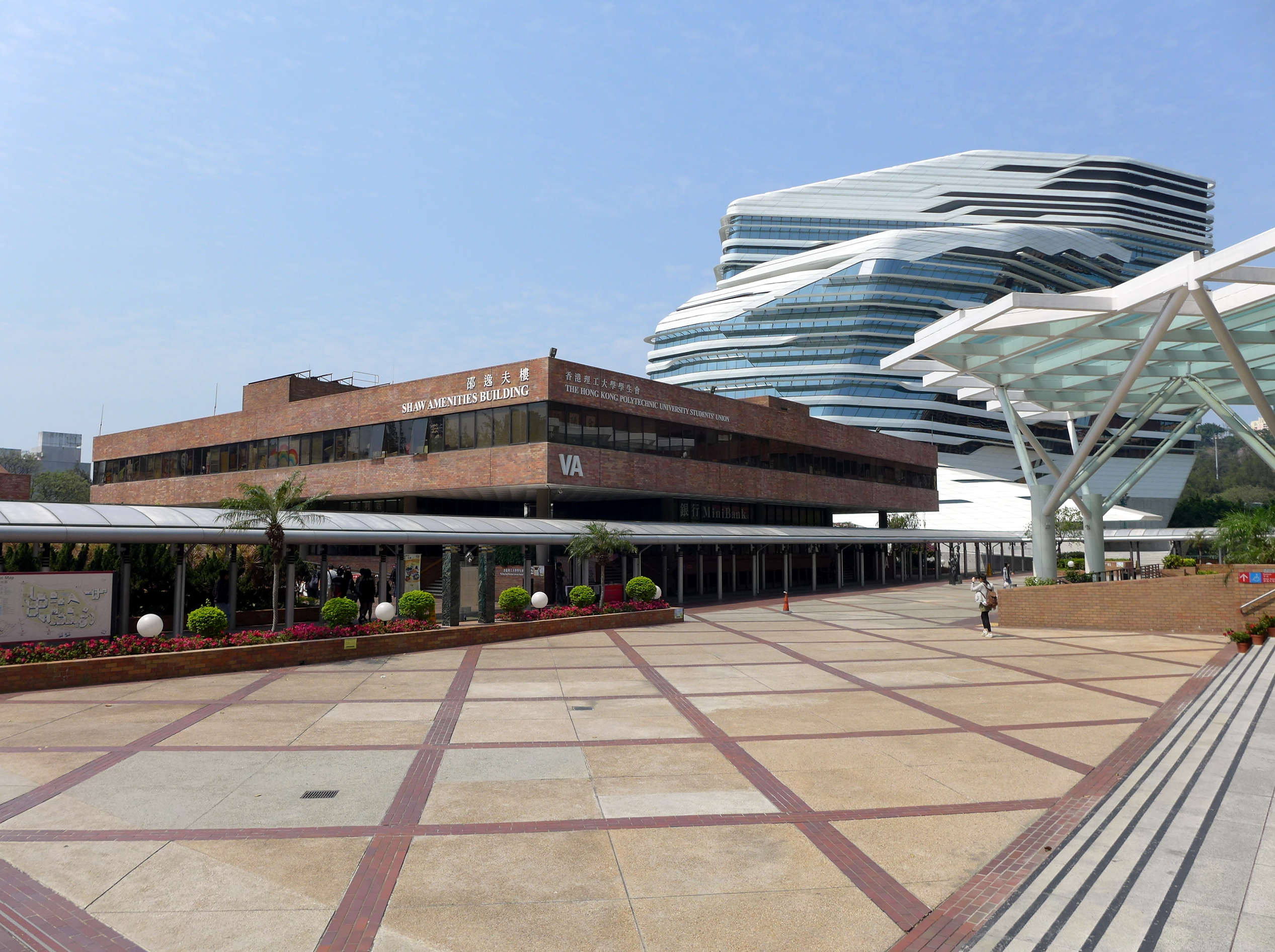
06 – Außenraum, 2014
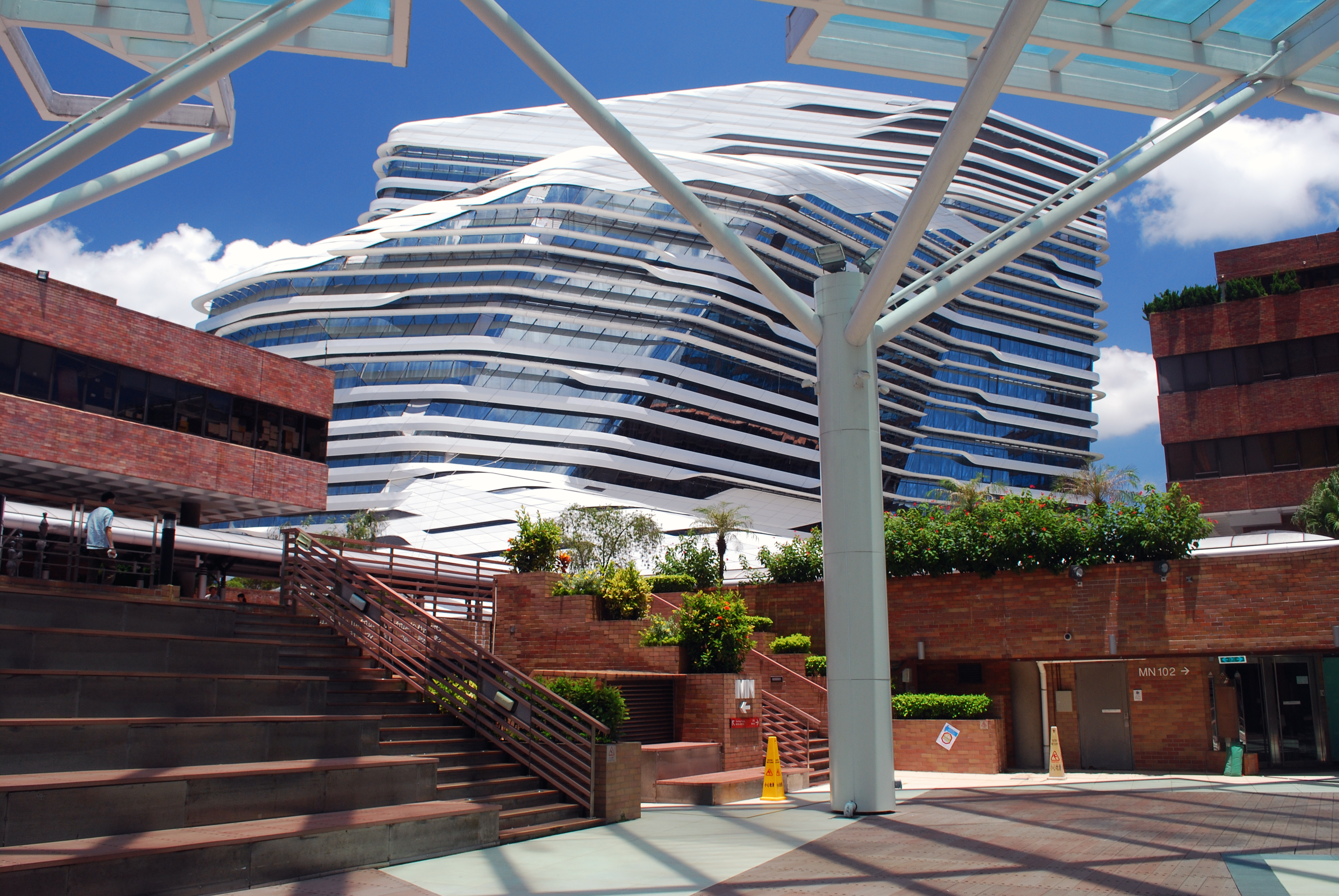
07 – Logo Square, 2013
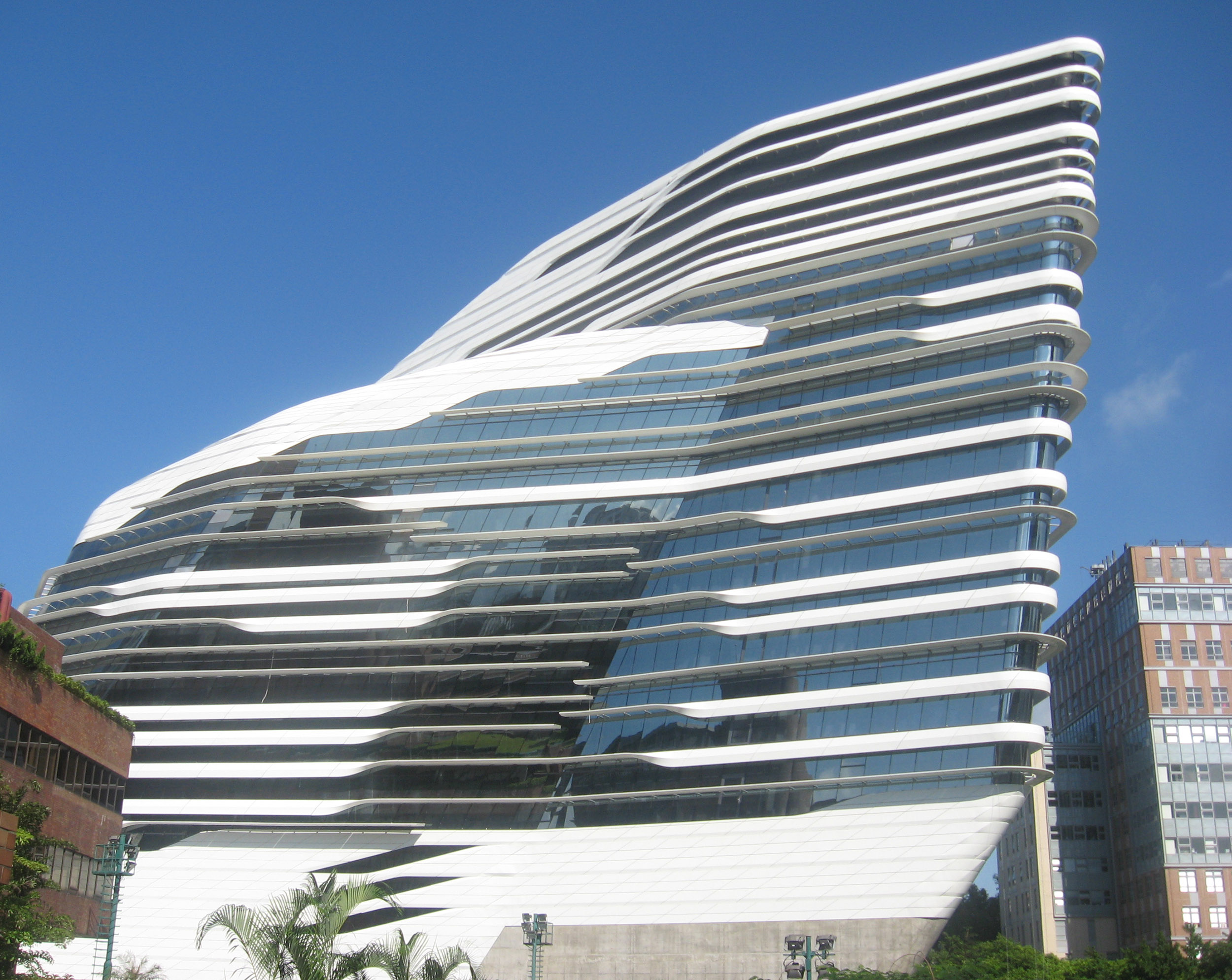
08 – Sonnenlicht, 2013
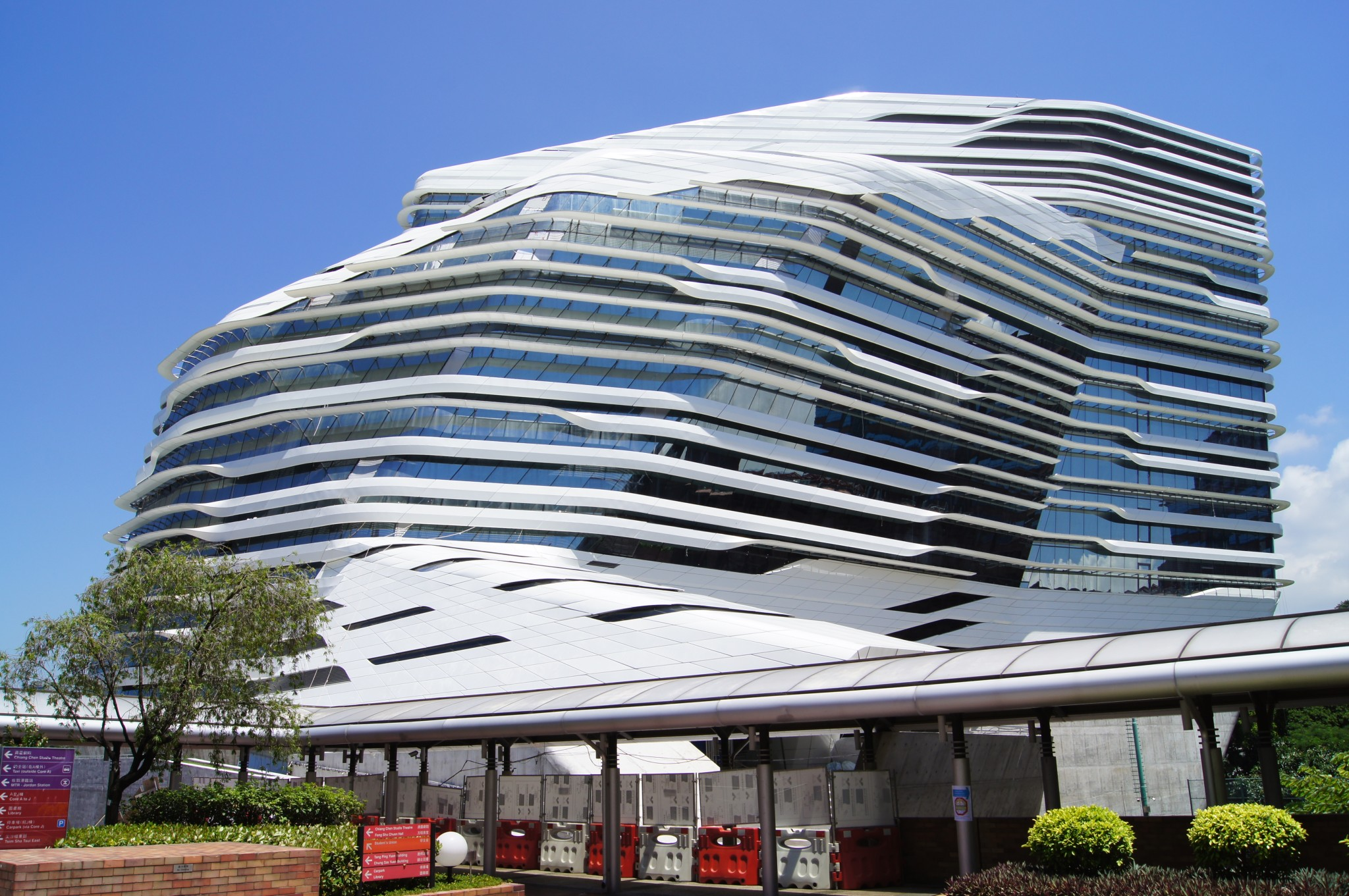
09 – Galerie (Gang), 2014

## Finanzierung
Im Juli 2011 gab der Hong Kong Jockey Club bekannt, den Innovation Tower mit 249 Millionen Hongkong-Dollar – dies entsprach 2011 etwa 22,5 Millionen Euro – zu unterstützen. In Folge wurde der Turm in Jockey Club Innovation Tower umbenannt.